# Велуце Едуард Васильович
Едуард Васильович Велуце (рум. Eduard Văluţă; нар. 9 квітня 1979) — молдовський футболіст, захисник.

## Клубна кар'єра
Виступав у чемпіонатах Молдови, Росії, України, Білорусі, Казахстану й Індонезії. Володар Кубку Казахстану 2006 року.
Найбільшу кількість матчів зіграв в Україні за «Металург» (Запоріжжя). У цій команді виступав зі своїми співвітчизниками Олексієм Савіновим та Марчелом Решіткою. Після завершення співпраці всі троє судилися з українською командою через невиконання фінансових зобов'язань. Окрім цього Едуард Велуце на одному з тренувань «Металурга» отримав серйозну травму — йому відірвали палець на руці.

## Кар'єра в збірній
У збірній Молдови провів 4 матчі.

## Досягнення
- Кубок Казахстану
  -  Володар (1): 2006